# 中央三井トラスト・ホールディングス
中央三井トラスト・ホールディングス株式会社（ちゅうおうみついトラスト・ホールディングス）は、かつて存在した中央三井信託銀行株式会社と中央三井アセット信託銀行株式会社という2つの信託銀行を傘下に置いていた銀行持株会社。
2011年4月1日に、住友信託銀行と経営統合し「三井住友トラスト・ホールディングス株式会社」に商号変更した。

## 概説

旧ロゴマーク

### 中央三井信託の持株会社として設立
2002年（平成14年）4月に、中央三井信託銀行の親会社たる持株会社として発足した。東京・大阪・名古屋の各証券取引所第一部に上場していた（証券コード8309）。
三井広報委員会、三井業際研究所、綱町三井倶楽部に加盟する三井グループの企業であった。
すでに子会社化していたさくら信託銀行（統合後に三井アセット信託銀行（当時）に商号変更）との間で新たに、持株会社を設立した目的としては、財務状況の改善が挙げられる。この持株会社化については、産業活力再生特別措置法に基づく事業再構築計画の認定を受けた。

### 住友信託との経営統合
中央三井グループと同様に、メガバンク傘下に入らず単独での存続を希求してきた住友信託銀行とは、2005年（平成17年）2月には経営統合寸前まで進んだが、多角化を図る住友信託との方針の違いや高収益体質を同行が実現したこと、また合併比率巡っての対立もあり最終合意に至らなかったという経緯があった。
しかし、2008年（平成20年）の世界金融危機以降経営環境の悪化から、中央三井の公的資金の返済に目処が立たず、2009年（平成21年）8月に優先株式への転換が行われ、整理回収機構が筆頭株主になったことなどの要因もあり、住友信託との経営統合が発表され、2011年（平成23年）4月1日に住友信託を子会社化すると同時に、「三井住友トラスト・ホールディングス株式会社」に商号変更して発足した。本社は、東京都千代田区丸の内に建設中の住信東京本部ビルとしたが、建てかえ完了までは、グラントウキョウサウスタワーに所在する住信の東京本部所在地とした。
2012年（平成24年）4月1日に、子会社である中央三井信託銀行・中央三井アセット信託銀行・住友信託銀行の3社を合併させて、「三井住友信託銀行株式会社」が誕生した。

## 沿革
- 2002年
  - 1月24日 - 金融庁より、銀行持株会社の設立の認可を取得。
  - 2月1日 - 中央三井信託銀行が株式移転を行い、親会社の三井トラスト・ホールディングス株式会社設立。同時に、中央三井信託銀行が保有する三井アセット信託銀行（旧さくら信託銀行）の全株式を、三井トラスト・ホールディングスに譲渡して完全子会社化して、持株会社化を完成。グループ全体の呼称は、「三井トラスト・フィナンシャルグループ」となる。
- 2007年10月1日 - 中央三井トラスト・ホールディングス株式会社に改称。グループ全体の呼称も「中央三井トラスト・グループ」となる。
- 2011年
  - 2月1日 - 経営統合に先立ち、傘下の中央三井信託銀行が、住友信託銀行とのATM相互無料出金提携を開始。
  - 4月1日 - 住友信託銀行を株式交換により子会社化し、三井住友トラスト・ホールディングス株式会社に商号変更。グループ名も、「三井住友トラスト・グループ」となった。

## 旧中央三井トラスト・グループ
旧中央三井トラスト・ホールディングスを持株会社とする企業グループを、中央三井トラスト・グループと称していた。
- 旧中央三井信託銀行（現：三井住友信託銀行）

旧中央信託銀行と旧三井信託銀行が合併して誕生した信託銀行（存続会社は旧中央信託銀行）。旧中央信託銀行は、破綻した旧北海道拓殖銀行の本州内店舗を引き継いだ。
《業務内容》リテール信託業務、バンキング業務、証券代行業務、不動産業務
- 旧中央三井アセット信託銀行（現：三井住友信託銀行）

旧さくら銀行（現、三井住友銀行）の設立したさくら信託銀行が前身。いわゆるホールセール信託銀行。
《業務内容》年金信託業務、証券信託業務
- 旧中央三井アセットマネジメント（現：三井住友トラスト・アセットマネジメント）
- 旧中央三井キャピタル（現：三井住友トラスト・キャピタル）

旧三井信託銀行子会社の三信キャピタルを前身とするプライベートエクイティ投資会社。企業の資本再構築やM&A関連のエクイティ、メザニンを主な投資領域としていた。
《業務内容》投資事業組合の運営
この他、りそな銀行、旧住友信託銀行とともに日本トラスティ・サービス信託銀行に出資していた。